# Nerdlen

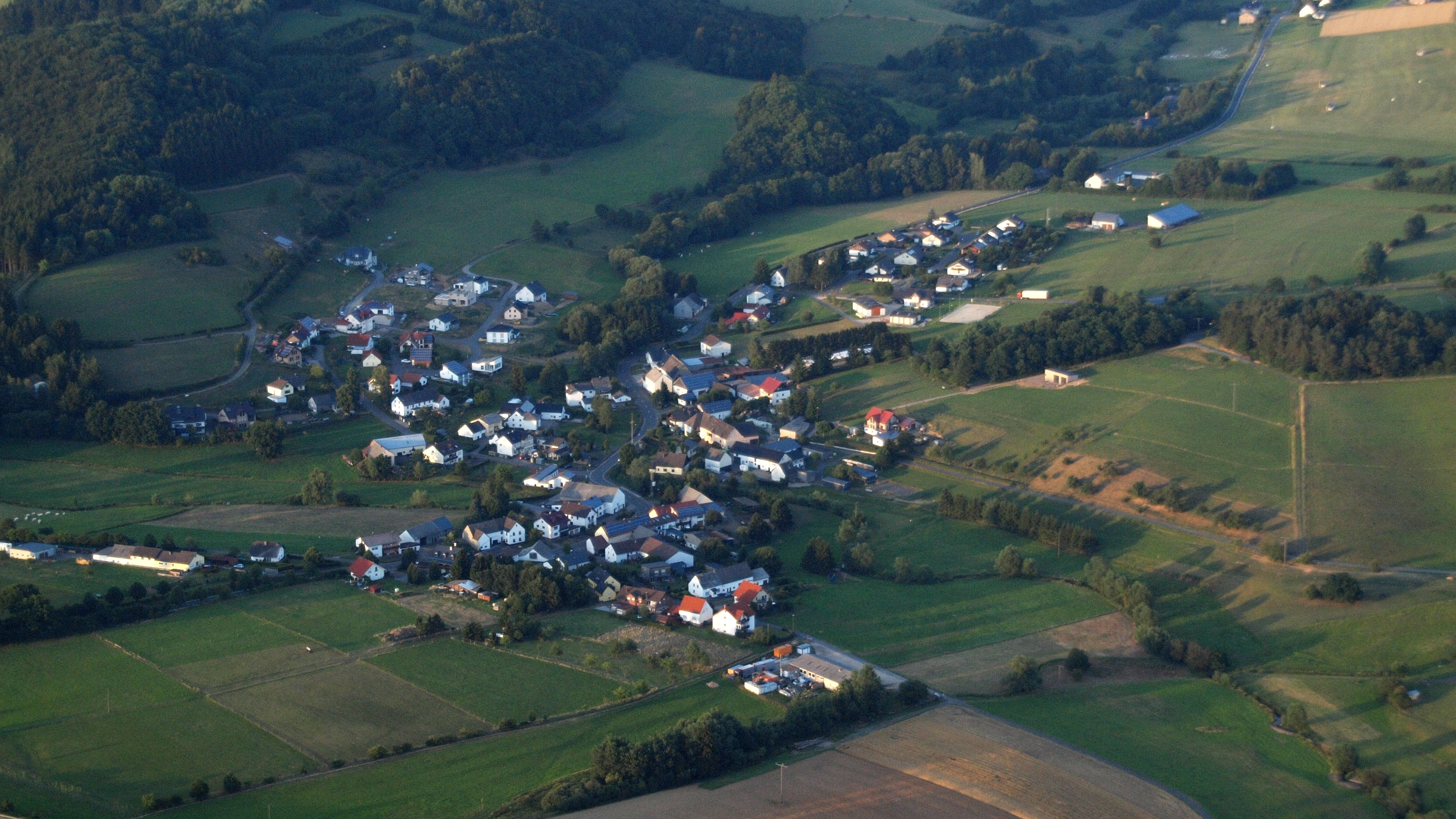
Nerdlen, Luftaufnahme (2015)

Nerdlen ist eine Ortsgemeinde im Landkreis Vulkaneifel in Rheinland-Pfalz. Sie gehört der Verbandsgemeinde Daun an.

## Geographie
Der Ort liegt in der Vulkaneifel in Tallage am Zusammenfluss von Lieser und Sarmersbach. Das Zentrum der Kreisstadt Daun ist etwa fünf Kilometer entfernt.
Nachbarorte sind Kradenbach im Norden, Sarmersbach im Osten, Hörscheid im Südosten, der Dauner Stadtteil Rengen im Südwesten, sowie Dreis-Brück im Nordwesten.

## Geschichte
Der Ort wurde um das Jahr 1400 gegründet. Der heutige Name leitet sich vom Ursprungsbegriff an den Erlen ab.
Nach dem Trierer Feuerbuch von 1563 umfasste Nerdlen unter dem Namen Nerlen 16, 1684 zehn Feuerstellen. Landesherrlich gehörte die Ortschaft bis Ende des 18. Jahrhunderts zum Kurfürstentum Trier und unterstand als Teil des Zents Sarmersbach im Hochgericht Daun der Verwaltung des Amtes Daun.
Die Inbesitznahme des Linken Rheinufers durch französische Revolutionstruppen beendete die alte Ordnung. Der Ort wurde von 1798 bis 1814 Teil der Französischen Republik (bis 1804) und anschließend des Französischen Kaiserreichs, zugeordnet dem Saardepartement. Nach der Niederlage Napoleons kam Nerdlen aufgrund der 1815 auf dem Wiener Kongress getroffenen Vereinbarungen zum Königreich Preußen und gehörte nun zur Bürgermeisterei Sarmersbach im Kreis Daun des Regierungsbezirks Trier, der 1822 Teil der neu gebildeten preußischen Rheinprovinz wurde.
Als Folge des Ersten Weltkriegs war die gesamte Region dem französischen Abschnitt der Alliierten Rheinlandbesetzung zugeordnet. Nach dem Zweiten Weltkrieg wurde Nerdlen innerhalb der französischen Besatzungszone Teil des damals neu gebildeten Landes Rheinland-Pfalz.
Bevölkerungsentwicklung
Die Entwicklung der Einwohnerzahl von Nerdlen; die Werte von 1871 bis 1987 beruhen auf Volkszählungen:
| Jahr | Einwohner |
| 1815 | 101       |
| 1835 | 104       |
| 1871 | 143       |
| 1905 | 138       |
| 1939 | 121       |
| 1950 | 119       |

| Jahr | Einwohner |
| 1961 | 132       |
| 1970 | 152       |
| 1987 | 184       |
| 1997 | 202       |
| 2005 | 231       |
| 2023 | 260       |

## Religion
86 % der Einwohner sind katholisch, 10 % evangelisch. Die katholische St.-Antonius-Kirche gehört zur Pfarrei St. Hubertus mit Sitz in Beinhausen im Dekanat Vulkaneifel des Bistums Trier. Die Protestanten des Ortes gehören zur Evangelischen Kirchengemeinde Daun.

## Politik

### Gemeinderat
Der Gemeinderat in Nerdlen besteht aus sechs Ratsmitgliedern, die bei der Kommunalwahl am 9. Juni 2024 in einer Mehrheitswahl gewählt wurden, und dem ehrenamtlichen Ortsbürgermeister als Vorsitzendem.

### Bürgermeister
Rudolf Schmitz wurde am 27. August 2024 Ortsbürgermeister von Nerdlen. Bei der Direktwahl am 9. Juni 2024 war er als einziger Bewerber mit einem Stimmenanteil von 62,2 % für fünf Jahre gewählt worden.
Schmitz Vorgänger Wolfgang Maas hatte das Amt am 20. August 2019 übernommen. Da bei der Direktwahl am 26. Mai 2019 kein Bewerber angetreten war, oblag die Neuwahl des Bürgermeisters gemäß Gemeindeordnung dem Rat. In seiner konstituierenden Sitzung wählte er Maas für fünf Jahre ins Amt. Am 8. März 2021 legte Maas jedoch aus persönlichen Gründen sein Amt nieder. Bis zur Amtseinführung eines Nachfolgers übte Rudolf Schmitz als Erster Beigeordneter die Amtsgeschäfte aus. Für den 26. September 2021 war eine Neuwahl angesetzt, für die jedoch kein gültiger Wahlvorschlag eingereicht wurde. Gemäß Gemeindeordnung oblag die Wahl des Ortsbürgermeisters damit dem Gemeinderat, der jedoch bis zum Ende der Wahlperiode 2024 keinen Bewerber fand.
Der Vorgänger von Maas als Ortsbürgermeister, Hermann Lenarz, hatte das Amt 35 Jahre ausgeübt, war 2019 aber nicht erneut angetreten.

### Wappen
Die Blasonierung lautet: „Von Silber über Rot geteilt, oben ein grüner Erlenzweig mit drei Blättern, unten ein halbes silbernes Rad.“

## Kultur und Sehenswürdigkeiten

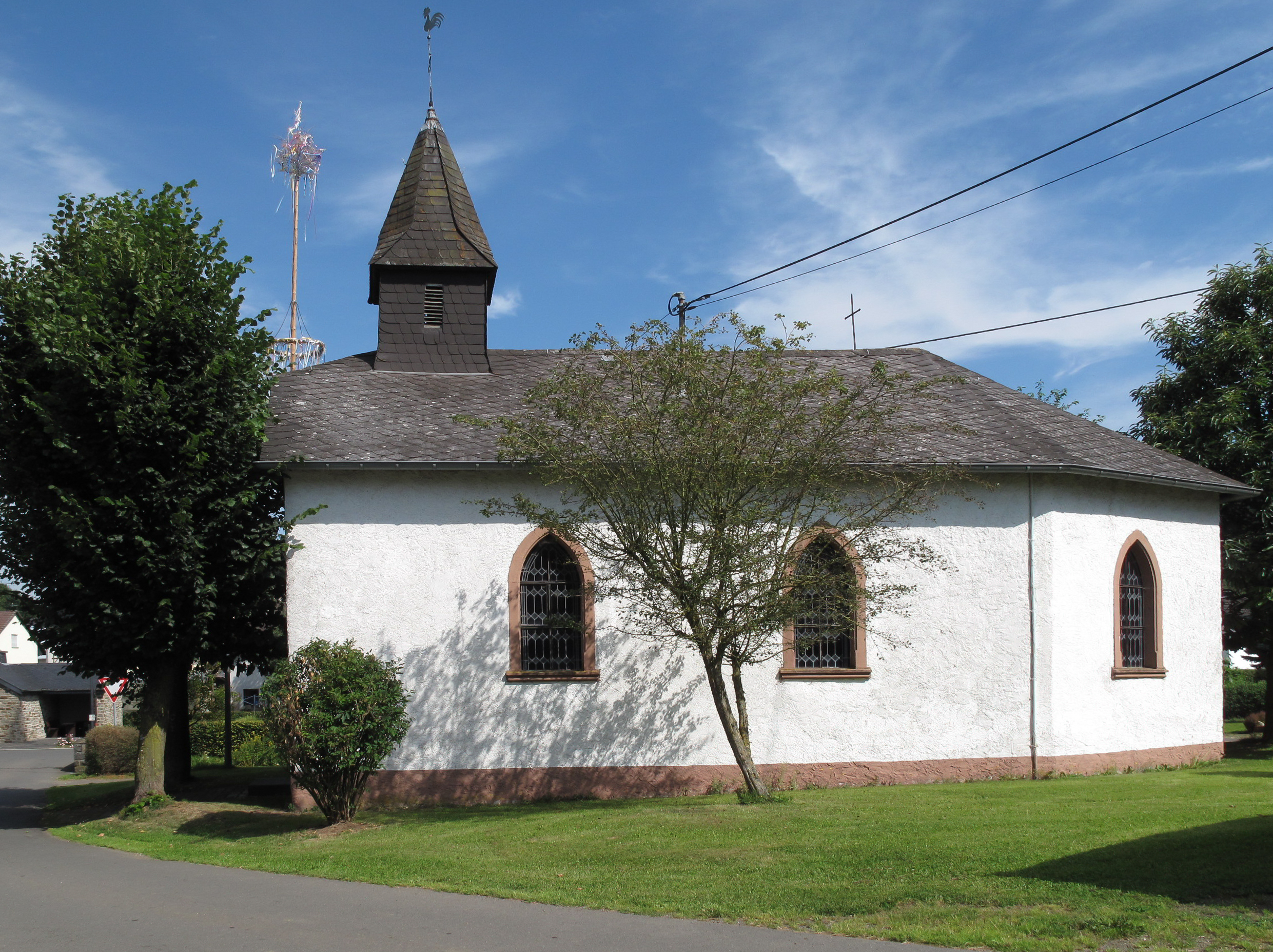
St.-Antonius-Kirche

In der Denkmalliste des Landes Rheinland-Pfalz (Stand: 2021) sind zwei Kulturdenkmäler genannt:
- Katholische Filialkirche (Kapelle) St. Antonius,[17] zweiachsiger Saalbau (spätes 19. Jahrhundert), An der Hohl 3
- Kriegerdenkmal (Erster Weltkrieg), Ecke Hauptstraße / An der Hohl

## Wirtschaft und Infrastruktur

### Wirtschaft
Nerdlen verfügt gemeinsam mit der Nachbargemeinde Kradenbach über ein 60 Hektar großes Industriegebiet, welches außerhalb des Ortes in Nähe der A 1 liegt.
Seit Ende 2007 har der Kynos Verlag seinen Sitz in Nerdlen.

### Verkehr
Der Ort liegt an der Landesstraße L 67, die sich unmittelbar westlich von Nerdlen mit der L 46 kreuzt. Im Süden führt die Bundesautobahn 1 vorbei.